# Android Cupcake

Versions d'Android fins al 2014

Android 1.5 Cupcake és la tercera versió d'Android desenvolupada per Google, una versió de la plataforma principal desplegable per a telèfons amb tecnologia d'Android a partir de maig de 2009, que ja no és compatible. El llançament inclou noves funcions per als usuaris i desenvolupadors, així com canvis en l'API de marcs d'Android. Per als desenvolupadors, la plataforma d'Android 1.5 està disponible com a component que es pot descarregar per a l'SDK d'Android.
Android 1.5 inclou noves funcions, com ara un teclat en pantalla i suport per a Bluetooth així com millores en les característiques existents com ara canvis a la interfície per a la gestió d'aplicacions i diverses aplicacions de Google.